# LML (azienda)

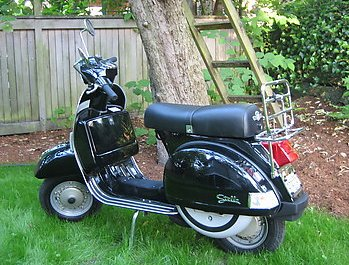
LML Stella per il mercato USA

LML Limited, inizialmente Lohia Machines Private Ltd, è un costruttore di scooter e motocicli indiano con sede a Kanpur, nello Stato di Uttar Pradesh.
L'impianto di produzione si sviluppa su circa 80 acri di terra e ha superficie di circa 133.000 metri quadrati.
Il marchio è conosciuto soprattutto per il modello Star Deluxe, uno scooter molto simile alla Piaggio Vespa PX.

## Storia del marchio
La Società inizia l'attività nel 1972 nel comparto costruzione di macchinari tessili industriali e successivamente nel commercio di filati sintetici e cuoio.
Nel 1983 inizia una joint venture, partecipata a quota paritaria dalla famiglia indiana Singhania e dalla italiana Piaggio & C
Viene prodotto inizialmente un modello di veicolo a tre ruote 100 cm³ e successivamente scooter e componenti per il mercato asiatico e africano, tramite la società Vespa Automobile Company Limited, tra cui un'alta percentuale di Vespa PX con marchio Piaggio per il mercato interno e nuovi modelli chiamati LML Vespa, NV3, Alfa, T5, 4W.
Nascono alcuni "cloni" come la LML Supremo, derivata dalla Vespa Cosa, e LML Select, derivata dalla Vespa T5.
Nel 1987 la società cambia nome in LML Ltd e la produzione tessile viene spostata alla LML Fibres Ltd.
La collaborazione con Piaggio produce i suoi frutti e alle porte del nuovo millennio LML a diventare il secondo produttore indiano di scooter (dopo la Bajaj Auto, precedente collaboratore di Piaggio) con una quota di mercato del 28% e una produzione di 325.000 unità all'anno. Questo entusiasmo porta LML ad intraprendere una nuova collaborazione con la coreana Daelim Motor Company per la produzione di motociclette quattro tempi.
Nel 1999 si interrompe ufficialmente la collaborazione con Piaggio con l'acquisizione da parte di LML di tutti i diritti e le tecnologie condivise fino a quel momento, inizia così la produzione del modello Star, uno scooter pressoché identico alla Vespa PX con la quale condivide la maggior parte dei componenti, con una motorizzazione a due tempi 150 cm³ ed esportato anche negli Stati Uniti d'America col nome di Stella e in Nuova Zelanda come Belladonna.
Dal 1998 al 2006, la LML produce anche lo scooter Trendy 50, completamente identico al Benelli Scooty, la cui produzione era terminata un paio di anni prima. Tale scooter derivava a sua volta dal Benelli S50 del 1981, ed era interamente di progettazione Benelli (motore incluso), completamente diverso dai modelli Piaggio.

## Anni 2000
Nel 2000 vengono strette diverse partnership con produttori di motocicli dell'area asiatica e vengono lanciati i nuovi modelli Adreno ed Energy grazie ai quali LML ottiene riconoscimenti dal Ministero della Scienza e della Tecnologia indiano per aver introdotto motori dai consumi ridotti, rispettosi dell'ambiente e innovazioni come la nuova tecnologia a 3 valvole.
Ugolini Design, azienda italiana di Coriano (RN) disegna per LML i nuovi modelli Freedom 100, CRD 100 e Graptor 150, ma la crescita economica del Paese cambia il mercato interno. Sono sempre più i lavoratori indiani che possono permettersi un'automobile al posto di un mezzo a due ruote economico e partire da luglio 2006 la produzione si ferma.
Grazie a nuove finanze concesse da Credit Suisse e di altre istituzioni la fabbrica riapre l'8 marzo 2008 e concentra la produzione sui modelli di scooter in stile vintage per l'esportazione riportano sul mercato europeo la Star in versione DeLuxe con nuovi accorgimenti tecnici che permettono a questo clone della Vespa PX di rispettare le normative antinquinamento Euro 3 proprio nel momento in cui Piaggio decide di ritirare dal mercato il suo storico veicolo.
Questa mossa risulta vincente, la LML Star piace al pubblico ed ottiene un buon successo commerciale tanto che dal 2011 Piaggio decide di rilanciare il suo modello in versione Euro 3 e di citare in giudizio LML per contraffazione e concorrenza sleale. Il Tribunale di Napoli stabilirà che LML può continuare a produrre il suo scooter, essendo scaduti tutti i termini contrattuali e i brevetti, ma senza utilizzare il marchio "Vespa", che viene riconosciuto esclusivamente a Piaggio.
A differenza di Piaggio che ha prodotto la PX solo con motorizzazioni a due tempi con lo storico cambio manuale, LML rende disponibile già dal 2009 per il suo scooter un inedito motore a 4 tempi, meno prestante ma più contenuto nei consumi (la casa dichiara fino a 60 km/l) e nel 2013 vede la luce la versione con cambio automatico a variazione continua che monta un motore 4 tempi interamente riprogettato.
Dalla fine del 2015 è disponibile il nuovo modello chiamato Star Lite, più piccolo della Star DeLuxe e disponibile solo in versione 125 cm³ a 4 tempi con cambio automatico, basato sul telaio della Vespa PK.
Il 2 giugno 2017 LML ha dichiarato sul suo sito lo stato d'insolvenza dal 30 maggio.